# Mallorcai korongnyelvűbéka
A mallorcai korongnyelvűbéka (Alytes muletensis) a kétéltűek (Amphibia) osztályának a békák (Anura) rendjéhez, ezen belül a korongnyelvűbéka-félék (Discoglossidae) családjához tartozó faj.
A fajt kövületek alapján írták le 1977-ben, mely kihalt a felső pleisztocén korszakban, de egy megközelíthetetlen mészkő kanyonban, lárvákat és a fiatal békákat találtak. Egy gyarapítási program részeként 1988 óta telepítik vissza a faj fogságban nevelkedett egyedeit.

## Előfordulása
A Spanyolországhoz tartozó Mallorca szigetén honos. Néhány sziklás patak lakója.
|  |

## Megjelenése
Testhossza 35-38 milliméter. A szemei nagyok, és függőleges pupillai van. Végtagjai, kéz- és lábujjai viszonylag hosszúak. Bőre viszonylag sima és fényes. A színezete változó, általában sötétzöld vagy fekete foltjai vannak.

## Életmódja
Többnyire éjszaka aktív.

## Szaporodása
A nőstény 7 és 12 tojás rak, melyet a hím a lábára ragaszt. Az első lárvák májusban kelnek ki. Teljes hossza a kikeltetéskor 18 milliméter, a felnövő lárvák pár héten belül elérik a 76 millimétert. Átalakulás többnyire júniusban történik.